# Поляков, Владимир Фёдорович
Владимир Федорович Поляков (18 сентября 1947, Ленинград) — советский футболист, нападающий. Мастер спорта (1969).

## Карьера
Воспитанник ленинградской футбольной школы «Смена», тренер — Д. Н. Бесов. В 1968—1971 годах в в высшей лиге чемпионата СССР в составе ленинградского «Зенита» сыграл 55 матчей, забил 5 голов. В 1972—1976 годах играл за ленинградское «Динамо» в первой и второй лигах.